# Наомі Альдерман
Наомі Альдерман (англ. Naomi Alderman; нар. 1974) — англійська феміністська письменниця, сценаристка ігор і телевізійна виконавча продюсерка. Авторка спекулятивного науково-фантастичного роману «Сила», який отримав Жіночу премію за фантастику 2017 року і за яким зняли  телесеріал для Amazon Studios.

## Життєпис
Народилася в Лондоні, донька Джеффрі Альдермана, фахівця з англо-єврейської історії, який називав себе нетрадиційним ортодоксальним євреєм. Здобула освіту в Південно-Гемпстедській середній школі та Лінкольн-коледжі в Оксфорді, де вивчала філософію, політику та економіку. Після того, як покинула Оксфорд, працювала у дитячому видавництві, а потім у юридичній фірмі, редагуючи їхні публікації. Вона продовжила вивчати творче письмо в Університеті Східної Англії, перш ніж стати романісткою. 2007 року The Sunday Times назвала її молодою письменницею року. 2007 року Waterstones назвали її однією із 25 письменників майбутнього.
2012 року Альдерман було призначено професоркою творчого письма в університеті Бат Спа, Англія. 2013 року вона увійшла до списку 20 найкращих молодих письменників Granta, який складають раз на десятиліття. Вона пише щомісячну колонку про технології для The Guardian.
Альдерман стала прихильницею фемінізму в підлітковому віці і відтоді підтримує права жінок, що вплинуло на її роботи. 2018 року в інтерв’ю New York Times вона заявила: «Коли я була підліткою у 1990-х роках, серед молодих жінок було звично говорити, що битву фемінізму виграно. Тепер я думаю, що жахливо очевидно, що це не так». Вона написала книжку «Сила», щоб розглянути питання, які висунув рух фемінізму четвертої хвилі, і цитує рух «MeToo» як джерело натхнення та джерело подібного діалогу.

## Праці
Альдерман була головною сценаристкою Perplex City, гри в альтернативній реальності, у компанії Mind Candy. Згодом стала провідною авторкою інших додатків, зокрема Zombies, Run! і The Walk. 2018 року The Walk перетворили на подкаст і він вийшов на Panoply Media.
Літературний дебют Альдерман відбувся 2006 року з «Непокори», добре прийнятого, хоча й дещо суперечливого, роману про бісексуальну доньку рабина північного Лондона, яка живе в Нью-Йорку. Роман приніс Альдерман премію Оранж 2006 року для нових письменників, нагороду «Молодий письменник року» за версією Sunday Times 2007 року, а також авторка ввійшла до списку 25 письменників майбутнього за версією Waterstones. Це змусило її відкинути своє життя юдейки, що дотримується релігійних приписів. «Я почала писати роман релігійною, а до кінця вже перестала такою бути. Я виписала себе з цього», — сказала вона Клер Армітстед з The Guardian 2016 року. Її другий роман «Уроки» вийшов 2010 року.
Третій роман «Євангеліє брехунів» (Viking), де Ісус зображений як єврейський проповідник Єгошуа, вийшов у м’якій палітурці 2012 року. Рецензуючи книгу, Шоші Іш-Горович у журналі Jewish Renaissance описав її як «розважальне, захопливе чтиво», але визнав історію, яка в ній розповідається, «незручною та проблематичною. Ваше задоволення від роману залежатиме від того, як ви відреагуєте на передумову, що Ісус був, потенційно, «несуттєвим проповідником». Дія відбувається в Єрусалимі та його околицях між облогою Єрусалима Помпеєм (63 р. до н. е.) і облогою Єрусалима Титом (70 р.), вона розповідається в чотирьох основних частинах з погляду чотирьох ключових фігур: Марії, Юди Іскаріота, Каяфи та Варавви. Усі три романи були адаптовані як  серіал для передачі "Book at Bedtime" на BBC Radio 4.
Вона написала сюжет для The Winter House – інтерактивної онлайн-новели з лінійним сюжетом, яку візуалізував Джей Біддалф. Проєкт було створено на замовлення BookTrust у рамках кампанії Story за підтримки Arts Council England. У червні 2011 року вийшов її роман «Позичений час» для серіалу «Доктор Хто».
2012 року Маргарет Етвуд обрала Альдерман як протеже в рамках Rolex Mentor and Protégé Arts Initiative, міжнародної благодійної програми, яка на рік об'єднує майстрів у своїх галузях із молодими талантами для індивідуального творчого обміну. Етвуд і Альдерман спільно написали «The Happy Zombie Sunrise Home» і самостійно опублікували твір онлайн на Wattpad 2012 року.
Четвертий роман Альдерман, «Сила», вийшов 2016 року. Роман «Сила» присвячено Етвуд і створено під її впливом. Роман «Влада» отримав Жіночу літературну премію 2017 року. Альдерман підтвердила, що вона продала права на роман «Влада» компанії Sister Pictures, тій самій компанії, яка створила «Бродчерч», після отримання одинадцяти пропозицій. Екранізація зрештою мала дев’ять епізодів, її прем’єра відбулася 31 березня 2023 року та завершилася 12 травня 2023 року.

## Зовнішні посилання
- Особистий блог
- Альдерман у The Guardian – індексує її внески
- Альдерман в агента Девіда Гайґама
- «Перший роман Наомі Альдерман...», The Guardian, 20 лютого 2006, на основі інтерв’ю
- Інтерв'ю в Шотландії в неділю (квітень 2010) в The Scotsman
- «Оприлюднено британських авторів майбутнього» (2007) на BBC News
- Naomi Alderman на сайті Бібліотеки Конгресу (записів у каталозі:  7)